# スタニスワフ・ジェヴィエツキ
スタニスワフ・ジェヴィエツキ（ポーランド語: Stanisław Drzewiecki, 1987年 モスクワ – ）はポーランドのピアニスト。

## 経歴
1999年にアリカンテにおいて開催された第10回ユーロビジョン音楽コンテストにおいてグランプリの栄誉に輝き、2000年にはベルゲンにおいてユーロビジョン新人音楽家コンクールの第十代グランプリに選ばれた。その後2003年にカーネギー・ホールにおいてニューヨークにデビューする。
きわめて幅広いレパートリーを持つ演奏家として、ポーランド、オランダ、スイス、スペイン、ポルトガル、アメリカ合衆国、アジアにおいて国際的に演奏旅行を行ない、わけても日本で高く評価されている。これまでにモーツァルトやベートーヴェン、ショパンのピアノ協奏曲などを録音しており、その一部では両親とも共演している。

## 家族・親族
- 父：父親はポーランド人ピアニストのヤロスワフ・ジェヴィエツキ。
- 母：母親は1980年の第10回ショパン国際コンクール2位入賞者になったロシア人ピアニストのタチアナ・シェバノワである。